# Stephen Bigelow
Stephen John Bigelow (Cambridge, setembro de 1971) é um matemático britânico, professor da Universidade da Califórnia em Santa Bárbara.

## Vida
Bigelow estudou na Universidade de Melbourne, com um bacharelado em 1992 e um mestrado em 1994. Obteve um doutorado em 2000 na Universidade da Califórnia em Berkeley, orientado por Robion Kirby. Em 2002 foi professor assistente e em 2007 professor associado na Universidade da Califórnia em Santa Bárbara.
Recebeu o Prêmio Blumenthal de 2001 da American Mathematical Society (AMS). Em 2013 foi eleito fellow da American Mathematical Society. Foi palestrante convidado do Congresso Internacional de Matemáticos em Pequim (2002: Representation theory of braid groups).

## Obras
- The Burau representation is not faithful for n=5. Geom. Topol. 3 (1999), 397–404
- Braid groups are linear. J. Amer. Math. Soc. 14 (2001), no. 2, 471–486
- com Budney: The mapping class group of a genus two surface is linear. Algebr. Geom. Topol. 1 (2001), 699–708
- Representations of braid groups. Proceedings of the International Congress of Mathematicians, Vol. II (Beijing, 2002), 37–45, Higher Ed. Press, Beijing, 2002
- A homological definition of the Jones polynomial, Geometry and Topology Monographs, Volume 4, Invariants of Knots and 3-Manfiolds (Kyoto 2001), 2002, p. 29–41
- Braid groups and Iwahori-Hecke algebras, Proceedings of Symposia in Pure Mathematics, 2006
- com Peters, Morrison, Snyder: Constructing the extended Haagerup planar algebra. Acta Math. 209 (2012), no. 1, 29–82